# 皮尔泰内
皮尔泰内是拉脱维亚文茨皮爾斯市鎮内的城镇。